# Rivergard Larp
A Rivergard Larp egy saját, kidolgozott low-fantasy világban játszódó élő szerepjáték/hadijáték. Az általában évente megrendezett játék helyszíne Komárom, de volt, hogy Tatabányán rendezték meg.

## Tudnivalók
- A játék típusa: Hadijáték, Élő szerepjáték
- A játék helye: Komárom
- A játék hossza: 1 nap
- Szervezők: Rivergard Hadijáték Baráti Kör
- Első játék ideje: 2008. október 11.
- Második játék ideje: 2009. március 14.
- Harmadik játék ideje: 2010. március 20.
- Negyedik játék ideje: 2011. augusztus 13-14.
- Ötödik játék ideje: 2012. augusztus 11-12.
- Átlagos játékosszám: 10-20 fő
- LARP besorolás: CADEC+

## Rivergard Hadijáték Baráti Kör
A Rivergard Hadijáték Baráti Kör egy 2007 őszén Komáromban alakult csapat. Fő profilja a fantázia alapú élőszerepjáték. E mellett az ország különböző pontjain megrendezett hadijátékokon és élőszerepjátékokon is gyakran részt vesz. Tagjai fontosnak tartják a különböző kulturális- és sportrendezvényeken való részvételt és ezek népszerűsítését. A kör szervezi a Rivergard Hadijáték és a Rivergard Larp nevű hadijátékos/élő szerepjátékos rendezvénysorozatot.

## Külső hivatkozások
- A Rivargard Larp hivatalos Facebook-oldala
- Monostori Erőd
- GazMag - a Rivergard Hadijáték Baráti Kör médiapartnere
- LarpHaTár Fórum